# 호프브로이하우스
호프브로이하우스(독일어: Hofbräuhaus am Platzl)는 세계에서 가장 유명한 양조장인 동시에 가장 큰 술집 중의 하나로 독일 뮌헨에 위치해 있다. 호프브로이하우스 또는 호프브레우하우스로 불린다.

## 역사

### 초기
1589년 빌헬름 5세 공작이 세웠던 이 맥주 양조장은 처음엔 이 곳에서 생산되는 술의 색으로 인해서 브라운 호프브로이하우스라 불렸다. 그의 뒤를 이어 막시밀리안 1세는 호프브로이하우스를 한 단계 발전시켜 맥주 맛을 개선하고 상업적인 면에서도 성공을 거뒀다. 막시밀리안 1세는 브라운 호프브로이하우스 외에도 플라츨에 맥주 양조장을 만들었는데, 이 곳은 여기서 독점적으로 생산되는 밀 맥주 색깔 덕분에 화이트 호프브로이하우스로 불렸다. 1808년에 이르러 브라운 호프브로이가 플라츨로 이동하여 화이트 호프브로이와 합쳐지게 된다

### 중기
1828년, 루트비히 1세는 일반인도 호프브로이하우스를 이용할 수 있도록 하였고 가격도 파격적으로 낮추어 맥주판매량이 어마어마하게 급증하게 되었다. 때때로 수요를 채우지 못해 문을 닫는 사태까지 벌어지곤 했다. 1852년 막시밀리안 2세는 호프브로이하우스를 민영화하기로 결정하는 데 이유는 왕실 소속인 이 술집의 지나친 선전이 개인 선술집과 양조장을 무너뜨린다는 불만들때문이었다.

### 후기~현재
1897년 막스 리트만이 현대적인 건물로 호프브로이하우스를 다시 지었다. 이 때의 모양이 현재까지도 유지되고 있다. 2차 세계 대전 당시 호프브로이하우스는 폭격으로 인해 일부를 제외하고 모두 파괴되었었다. 그러나 대규모 공습에도 불구하고, 호프브로이하우스 지하에는 많은 양의 맥주들이 안전하게 보관되어 있었다. 1958년 뮌헨 800주년 기념을 맞아 호프브로이는 새로운 홀의 모습으로 다시 만들어졌다.
1997년에는 오늘 날 우리가 알고 있는 현대적 건물과 레스토랑으로써 100주년 행사를 맞이했다. 뮌헨이 세계적인 도시가 되면서 호프브로이하우스 또한 꼭 한 번 가야할 관광명소로 주목받고 있다.

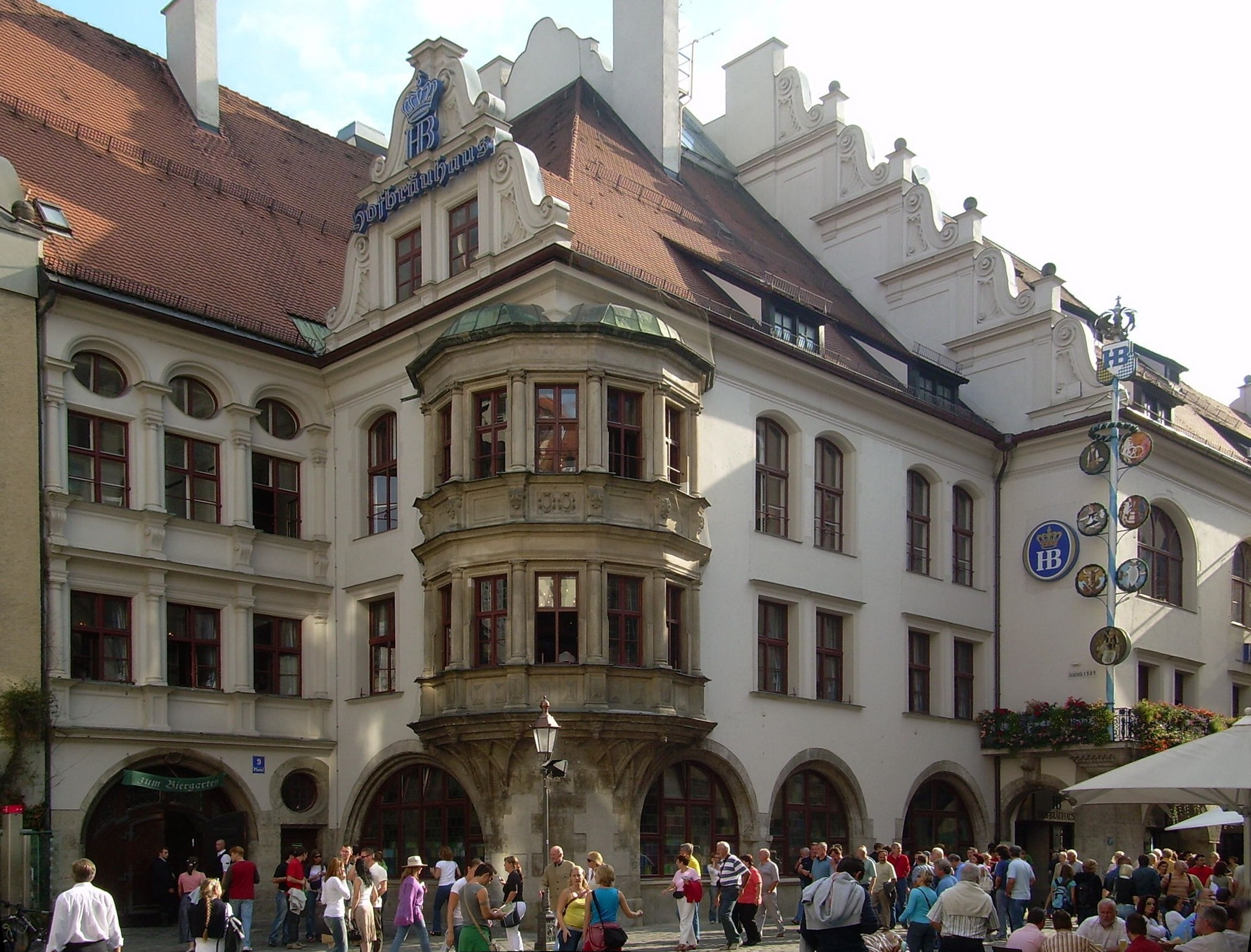
뮌헨에 위치한 호프브로이하우스

## 이 곳을 방문한 유명 인사
- 볼프강 아마데우스 모차르트는 18세기 후반 호프브로이하우스가 위치한 구역 근처에 살았었다. 그가 쓴 시에 의하면, 그는 오페라 Idomeneo를 작업할 때 호프브로이하우스를 수차례 들러 영감을 받았다고 한다.
- 블라디미르 레닌은 1차 세계 대전이 일어나기 직전에 뮌헨시에 살았는데 그는 주기적으로 호프브로이하우스를 들려 맥주를 마셨다는 소문이 있다.
- 뮌헨 공산주의 정부는 1919년 이 곳에서 본부를 만들었다.
- 1920년 아돌프 히틀러와 국가 사회주의 단체는 호프브로이하우스 3층에 있는 Festsaal 홀에서 첫 모임을 가졌다. 1921년 11월 아돌프 히틀러는 호프브로이하우스에서 여러 군중들 앞에서 연설을 했다. 연설 후 의견이 대립되는 사람들끼리 커다란 싸움이 터졌고, 히틀러는 이를 본인이 쓴 책인 『나의 투쟁』에서 다정한 시선으로 회상했다.[2]

## 옥토버페스트에서 호프브로이하우스
이곳에는 뮌헨의 가장 유명한 연간행사인 옥토버페스트 (Oktoberfest) 때에 두 번째로 큰 텐트를 운영하기도 한다. 2주간, 옥토버페스트는 100만여명의 방문객을 맥주 텐트 (Bierzelte) 와 각종 엔터테인먼트로 끌어들이고 있다. 1810년 10월 12일에 루트비히 황태자와 작센-힐트부어크하우젠의 테레제 공주와의 결혼을 기념하여 첫 번째 옥토버페스트가 열렸다.

## 같이 보기
- 맥주